# أنيجو كويستا
أنيجو كويستا (بالإسبانية: Íñigo Cuesta)‏ مواليد 2 يونيو 1969 في فيلاركايو دي ميراينداد دي كاستيلا لافايجا، إسبانيا، هو دراج إسباني سابق في صنف سباق الدراجات على الطريق.

## روابط خارجية
- أنيجو كويستا على موقع أرشيف الدراجات (الإنجليزية)
- أنيجو كويستا على موقع إحصائيات الدراجات الإحترافية (الإنجليزية)
- أنيجو كويستا على موقع نسبة الدراجات (الإنجليزية)
- أنيجو كويستا على موقع CycleBase (الإنجليزية)
- Team CSC profile